# Short 330
Short 330 – brytyjski samolot pasażerski wytwórni Short Brothers będący wersją wcześniejszej, transportowej maszyny Short SC.7 Skyvan.

## Historia

### Geneza
W latach 50. XX wieku północnoirlandzka wytwórnia lotnicza Short Brothers, wówczas znana jako Short Brothers & Harland, przeprowadziła badania rynkowe. Ich celem była ocena potrzeb przewoźników lotniczych z różnych rejonów świata. Uzyskane wyniki wskazywały, iż potencjalnie dużym powodzeniem cieszyłby się niewielki samolot ogólnego przeznaczenia, zdolny do operowania z nieutwardzonych, ziemnych pasów startowych, tani w eksploatacji, prosty w obsłudze, mogący przewieźć na dystansie kilkuset kilometrów ładunek rzędu dwóch ton. Szczególnym zainteresowaniem samolot mógłby się cieszyć w rejonach o słabej lub pozbawionych zupełnie infrastruktury drogowej. W tym segmencie rynku lotniczego, brytyjska wytwórnia dostrzegła swoją szansę. Szansa zmaterializowała się pod postacią samolotu Short SC.7 Skyvan. Maszyna, której charakterystyczny wygląd był źródłem wielu przydomków jakich się dorobiła, osiągnęła duży sukces rynkowy. Skyvan był przede wszystkim samolotem przeznaczonym do przewozu ładunków, jednak eksploatacja maszyny na rynku amerykańskim ujawniła zapotrzebowanie na posiadanie przez przewoźników samolotów STOL (a taką cechę posiadał SC.7) zdolnych do przewozu pasażerów z odległych od cywilizacji, ziemnych lotnisk z krótkimi pasami startowymi.

### Projekt
Maszyną, która miała sprostać nowym wyzwaniom była opracowywana na bazie SC.7 wersja SD3-30. Bez zmian pozostawiono kwadratowy przekrój kadłuba i podwójne usterzenie znane z Skyvana. O 2,97 m wydłużono skrzydła, a kadłub o 3,78 m. Przeprojektowano charakterystyczny tępy dziób samolotu wydłużając go, co całej sylwetce nadało bardziej smukły kształt. Zmodernizowano podwozie, zamiast stałego zainstalowano chowane: przednia goleń do wnęki w kadłubie, golenie boczne do gondoli zainstalowanych na krótkich wysięgnikach po obu stronach kadłuba u dołu. Podobnie jak w poprzedniku, kabina pasażerska nie była ciśnieniowa ale klimatyzowana. Zwiększono liczbę okien oraz pojemność zbiorników paliwa. Samolot napędzany był dwoma turbośmigłowymi silnikami Pratt & Whitney Canada PT6A-45A lub 45B z wolnoobrotowymi, pięciołopatowymi śmigłami firmy Hartzell. Pozwoliło to zapewnić większy komfort podróży pasażerom, dzięki cichszej pracy silników oraz śmigieł. Tak wyposażona wersja otrzymała oznaczenie Short 330-100. Prototyp samolotu oblatano 22 sierpnia 1974 roku. Oznaczenie Short 330-200 otrzymała wersja wyposażona w mocniejsze silniki Pratt & Whitney Canada PT6A-45R o mocy 1198 KM. Maksymalnie samolot był zdolny do przewozu 30 pasażerów. W wersji kombi, z przodu przewożono ładunek cargo a w tylnej części kadłuba umieszczono fotele dla 18 pasażerów. Pomimo tego, iż 330 był przede wszystkim samolotem pasażerskim, nie zaniedbano całkowicie zdolności samolotu do przewozu frachtu. Na bazie modelu 330-200 powstała wersja Sherpa, z tylną rampą ładunkową. Oblatano ją w grudniu 1983 roku, a rok później wytwórnia wygrała konkurs na dostawę osiemnastu małych samolotów transportowych dla amerykańskiego Military Airlift Command (Wojskowego Dowództwa Transportu Lotniczego). Maszyny były przeznaczone do zadań transportu towarowego i pasażerskiego pomiędzy bazami US Air Force w Europie. Samoloty transportowe Sherpa przeznaczone dla Amerykańskich Sił Powietrznych zostały oznaczone jako Shorts C-23 Sherpa. Wersja 330-200 stała się również bazą do budowy modelu 330-UTT (Utility Tactical Transport), wzmocniono w niej podłogę kadłuba a rampę przystosowano do skoków spadochronowych. Ogółem zbudowano 136 samolotów wszystkich wersji. Produkcję Short 330 zakończono w 1992 roku. Samolot odniósł sukces komercyjny porównywalny do swojej wersji bazowej.